# L-セリンアンモニアリアーゼ
L-セリンアンモニアリアーゼ (L-serine ammonia-lyase、EC 4.3.1.17)は、以下の化学反応を触媒する酵素である。
L-セリン {\displaystyle \rightleftharpoons } ピルビン酸 + アンモニア
従って、この酵素の基質はL-セリンのみ、生成物はピルビン酸とアンモニアの2つである。
この酵素はリアーゼ、特にアンモニアリアーゼに分類される。系統名は、L-セリン アンモニアリアーゼ (ピルビン酸形成)(L-serine ammonia-lyase (pyruvate-forming))である。他に、serine deaminase、L-hydroxyaminoacid dehydratase、L-serine deaminase、L-serine dehydratase、L-serine hydro-lyase (deaminating)等とも呼ばれる。この酵素は、グリシン、セリン及びトレオニンの代謝、またシステイン代謝に関与している。補因子としてピリドキサールリン酸を必要とする。

## 構造
2007年末時点で、4つの構造が解明されている。蛋白質構造データバンクのコードは、1P5J、1PWE、1PWH及び2IQQである。